# Щеврик пунанський
Ще́врик пунанський (Anthus brevirostris) — вид горобцеподібних птахів родини плискових (Motacillidae). Мешкає в Південній Америці. Пунанський щеврик раніше вважався підвидом короткодзьобого щеврика.

## Поширення і екологія
Пунанські щеврики мешкають в Болівії, Перу, та Аргентині. Вони живуть на високогірних луках Анд. Зустрічаються на висоті до 4000 м над рівнем моря.